# Полярка
Поля́рка — упразднённый посёлок в Булунском улусе Республики Саха (Якутия) России. Находится на территории городского поселения посёлок Тикси.

## География
Расположен на юго-западном берегу залива Сого, находящегося на юге бухты Тикси, которая, в свою очередь, находится на западе губы Буор-Хая, одного из самых крупных заливов моря Лаптевых. Посёлок стоит на небольшом болотистом полуострове, отделяющем от залива расположенную к юго-западу от него лагуну, образовавшуюся в устье нескольких водотоков: реки Суонаннах и сливающейся с нею протоки Копчик-Юряге, по которой в море стекают воды из озера Севастьян-Кюеле (Копчиковое), находящегося далее к юго-западу.
Юго-восточнее, на южном берегу залива Сого — выдающийся в море мыс Антонов, чуть восточнее него — устье реки Сого, крупнейшей реки, впадающей в бухту Тикси. Ещё восточнее, за бродами через реку — месторождение угля и заброшенная шахта, а также развалины угледобывающего посёлка Сого, находящегося на склонах и у подножья горы Сого-Таса (147 м). Также к северу от горы, на берегу бухты, имеется мыс Сого. Далее к северо-востоку от мыса Сого — мыс Косистый, служащий южной границей бухты Тикси. К югу от горы Сого-Таса возвышается гора Фрайберга (309 м). Там же, на правом берегу реки Сого, у подножия горы Фрайберга, обнаружено некоторое количество каменных плит, стоящих вертикально, наподобие кромлехов или менгиров, но имеющих, по всей вероятности, природное, а не рукотворное, происхождение.
Ближайший значимый объект на западе — Геофизическая обсерватория РАН. Севернее неё располагается озеро Диринг-Кюёль, имеющее сток в реку Суонаннах. В 6-7 км к северо-западу от Полярки находится южная часть посёлка городского типа Тикси, с которым Полярка связана автодорогой. В посёлке Тикси имеются аэропорт и морской порт. Между Тикси и Поляркой расположена гора Лелькина (206 м; по некоторым данным, также именуется Лёлькин или Лялькин пуп), которую огибает автодорога.

## История
Сельский посёлок Полярка обслуживал находящуюся в нём полярную станцию. Население составляло, по переписи 1989 года, около 200 человек. Работали учреждения здравоохранения и торговли. Административно подчинялся пгт Тикси. Посёлок исключён из числа населённых пунктов Булунского района постановлением Правительства Республики Саха (Якутия) от 1 июня 1999 года № 286.

## Метеостанция

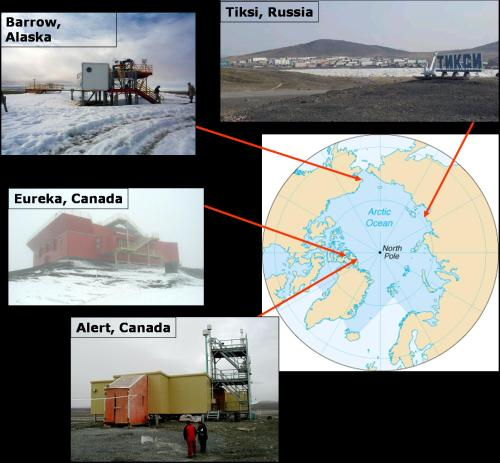
Сеть Атмосферных Обсерваторий NOAA.

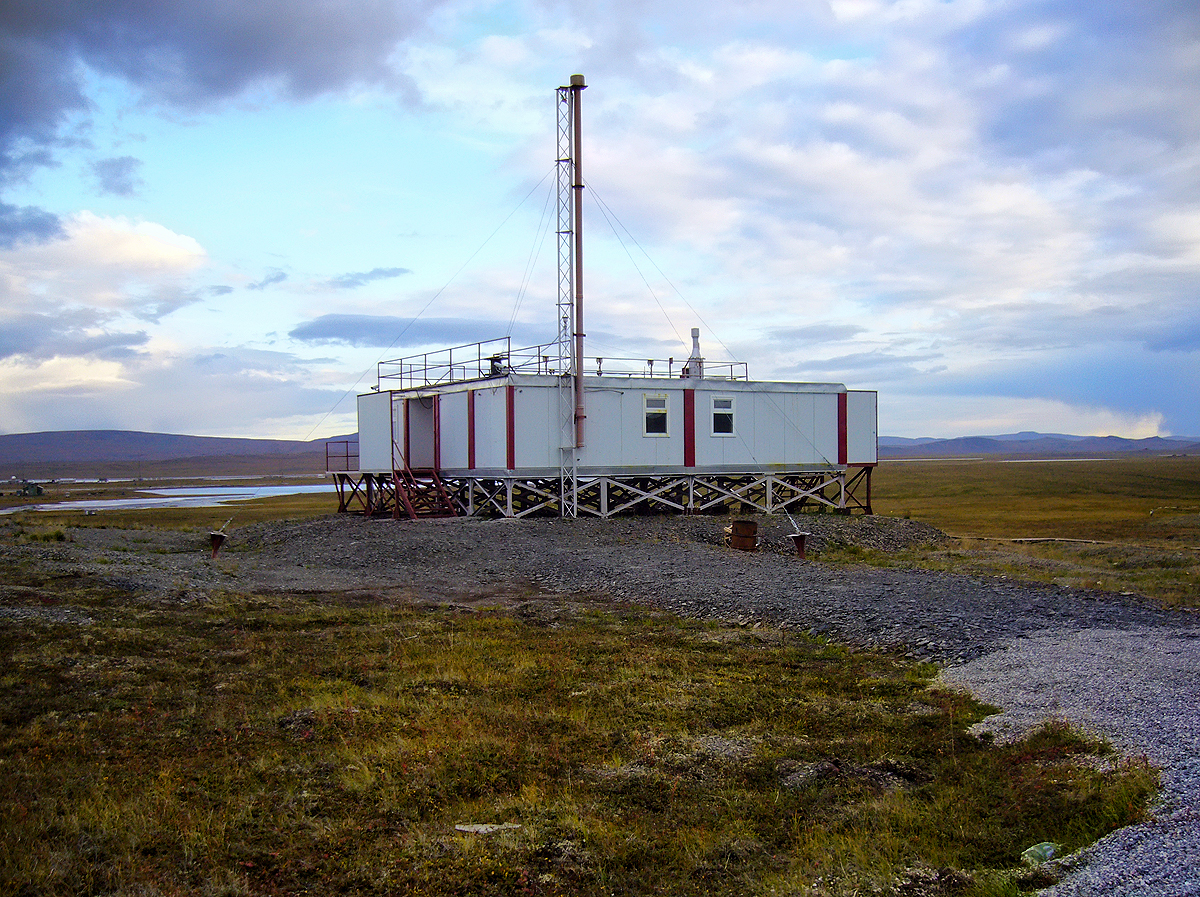
Атмосферная Обсерватория «Тикси».

12 августа 1932 года была открыта метеостанция «Полярка». Она возникла раньше самого посёлка Тикси, основанного в 1933 году. Станция подчинялась Главному управлению Северного морского пути. С 1935 года на станции проводятся аэрологические измерения, с 1946 года — регулярное радиозондирование, с 1956 года — магнитные наблюдения. В 1956 году станция была перенесена в район аэропорта Тикси, но в 1964 году возвращена в посёлок Полярка. С января 1966 года на станции 8 раз в сутки проводятся метеонаблюдения по 13 позициям. Круглогодичное обслуживание станции обеспечивалось вахтовым методом. После того, как посёлок прекратил своё существование, метеостанция, находившаяся в ведении Росгидромета, продолжала функционировать.
Летом-осенью 2006 года в рамках проекта Национального управления океанических и атмосферных исследований США (NOAA) по созданию Атмосферных Обсерваторий (в партнёрстве с Росгидрометом, Национальным научным фондом США и Финским метеорологическим институтом) было построено новое здание метеостанции «Полярка», она также получила новое оборудование. Ныне здание метеостанции располагается к юго-западу от бывшего посёлка, ближе к берегу лагуны. В 1,5 км к северо-западу от Полярки, за пределами полуострова, в 2007—2008 годах построено здание собственно Атмосферной Обсерватории «Тикси», которая начала работу в августе 2010 года, после посещения её делегацией с участием В. В. Путина, Е. А. Борисова, А. Н. Чилингарова.

## Шахта
В 1902 году в заливе Сого предполагалось наличие залежей угля. 15 июля 1920 года в ходе Усть-Ленской гидрографической экспедиции Ф. А. Матисен смог подтвердить это предположение. В августе 1920 года П. К. Хмызниковым была проведена первая инструментальная съёмка залива Сого. В 1943 году на Согинском месторождении бурого угля был организован рудник предприятия «Тиксиуголь». Всё добытое сырьё потреблялось портом Тикси (объём добычи за 1945 год, в частности, составил 18,4 тыс. тонн, численность рабочих — 72 человека). Здесь была самая высокая в Якутской АССР себестоимость тонны угля (139,1 руб. в 1945 году). До 1967 года шахта «Сого» находилась в составе треста «Арктикауголь», затем — в составе треста «Якутуголь», в 1973 году закрыта как нерентабельная.